# Ioan Cazimir al II-lea Vasa
Ioan Cazimir al II-lea (poloneză Jan II Kazimierz Waza; germană Johann II. Kasimir Wasa; lituaniană Jonas Kazimieras Vaza (n. 22 martie 1609, Cracovia, Polonia-Lituania – d. 16 decembrie 1672, Nevers, Bourgogne, Franța) a fost rege al Poloniei, Mare Duce de Lituania și rege al Suediei 1648–1660. În Polonia el este de obicei cunoscut și menționat ca Jan Kazimierz. Părinții lui au fost Sigismund al III-lea Vasa (1566-1632) și Constance de Austria (1588-1631). Fratele său mai mare și moștenitorul tronului a fost Władysław IV Vasa. A fost al treilea și ultimul monarh pe tronul polonez din Casa de Vasa. A fost ultimul conducător al uniunii polono-lituaniene care a avut o legătură de sânge cu dinastia Jagiellon, prin linia feminină.

## Biografie

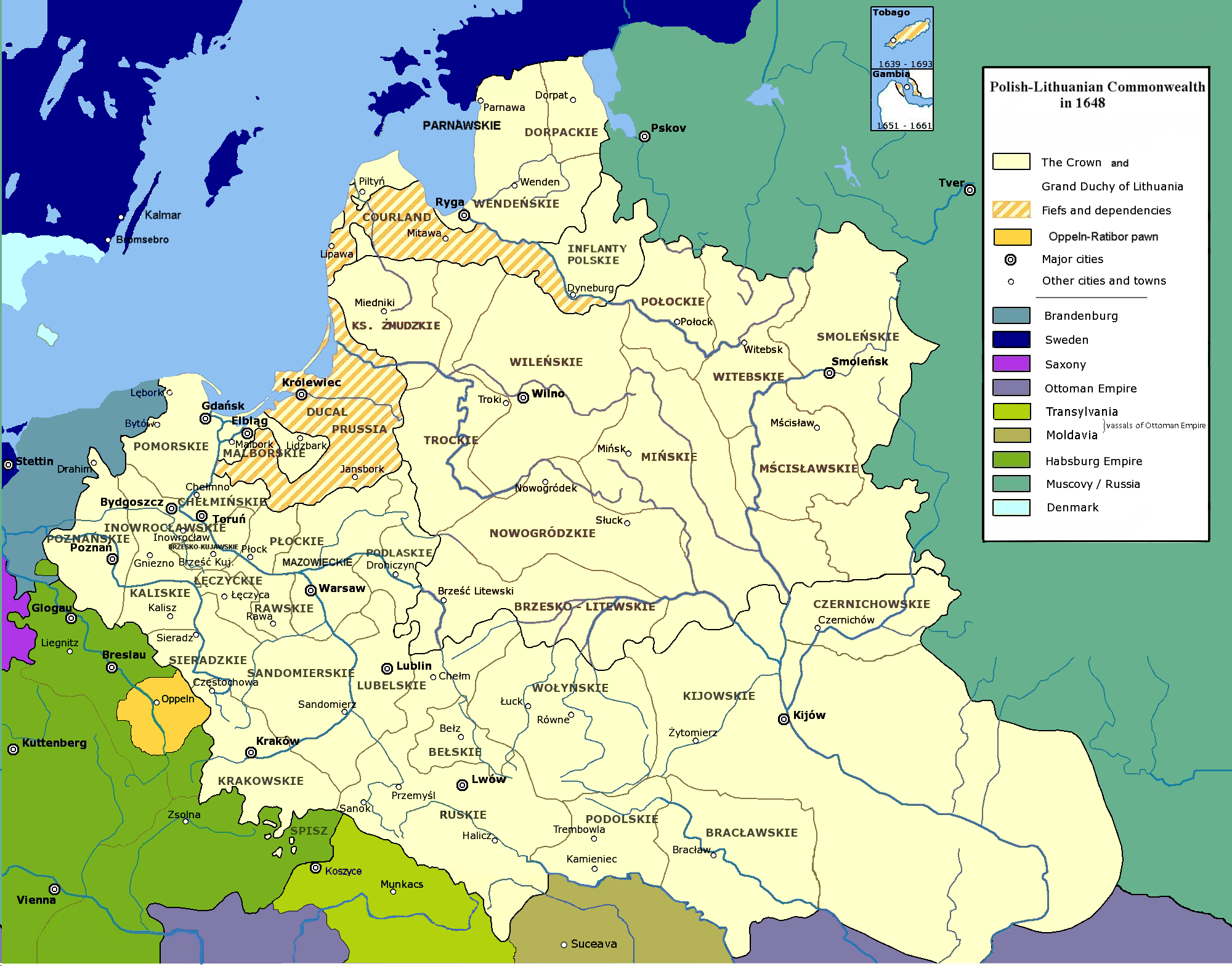
Uniunea statală polono-lituaniană în 1648

Tatăl lui Sigismund, nepot al regelui Gustav I al Suediei, i-a succedat în 1592 tatălui său la tronul Suediei însă a fost destituit în 1599 de unchiul său, Carol al IX-lea al Suediei. Acest lucru a dus la un conflict de lungă durată în cadrul căruia regii polonezi ai Casei de Vasa au revendicat tronul suedez; a rezultat războiul polono-suedez din 1600-1629. Polonia și Suedia s-au situat de părți opuse și în Războiul de Treizeci de Ani (1618-1648), deși în acest război Polonia a evitat în cea mai mare parte să participe la acțiuni militare majore.
Cea mai mare parte a vieții sale Ioan Cazimir a rămas în umbra fratelui său Władysław. El a avut doar câțiva prieteni printre nobilimea poloneză (szlachta) deoarece și-a arătat deschis simpatia față de Austria și desconsiderare și dispreț față de cultura poloneză. Neprietenos, secretos, împărțindu-și timpul între petreceri generoase și contemplare religioasă, displăcându-i politica, el nu avea o bază puternică de putere și nici influență la curtea poloneză. A afișat talent ca lider militar arătându-și abilitățile în războiul Smolensk împotriva lui Muscovy (1633).
Între 1632 și 1635, Władysław al IV-lea a căutat să sporească influența fratelui său negociind o căsătorie între Ioan Cazimir și Cristina a Suediei, apoi cu o prințesă italiană, însă fără nici un rezultat. În 1637 Ioan Cazimir a întreprins o misiune diplomatică la Viena, pe care a abandonat-o pentru a se alătura armatei Sfântului Imperiu Roman în lupta împotriva francezilor. După ce regimentul său a fost învins în luptă, el a petrecut un an la curtea vieneză.
În 1636 s-a întors în uniunea polonezo-lituaniană și s-a îndrăgostit de baroneasa Guldentern însă dorința lui de a se căsători cu ea a fost zădărnicită de regele Władysław. În schimb, Władysław a încercat să-l facă suveran al Courland dar acest lucru a fost respins de către Parlamentul Comunității polonezo-lituaniană (Sejm). Ofensat, Ioan Cazimir a plecat în 1638 în Spania pentru a deveni vicerege al Portugaliei însă a fost capturat de agenții francezi și închis din ordinul Cardinalului Richelieu până în anul 1640. A fost eliberat de o misiune diplomatică a voievodului de Smolensk, Krzysztof Gosiewski.

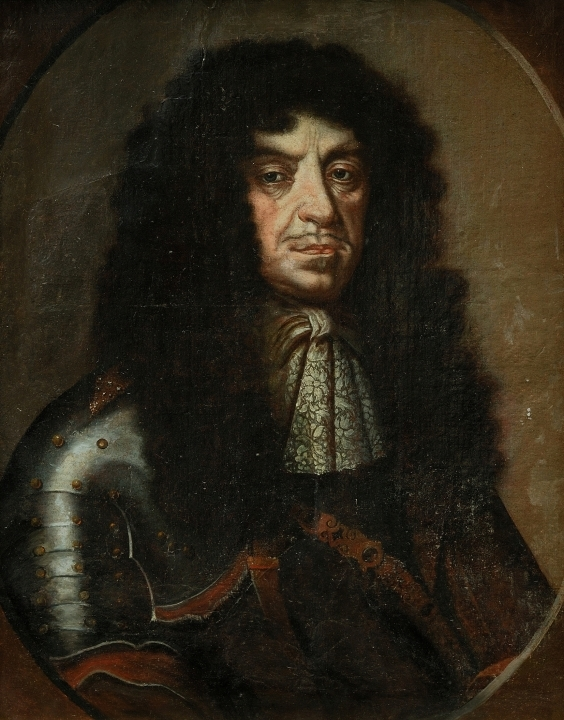
Regele Ioan Cazimir

În 1641 Ioan Cazimir a decis să devină iezuit. În 1642 a părăsit din nou uniunea polono-lituaniană însoțind-o pe sora sa în Germania. În 1643 s-a alăturat iezuiților împotriva opoziției regelui Władysław, provocând o ruptură diplomatică între Uniune și Papă. Ioan Cazimir a fost făcut cardinal, dar în decembrie 1646, găsindu-se nepotrivit pentru viața bisericească, el s-a întors în Polonia. În octombrie 1647 el a demisionat din funcția de cardinal pentru alegerile pentru tronul polonez. A încercat să obțină sprijinul Habsburgilor printr-o căsătorie cu o prințesă austriacă.
În 1648 Ioan Cazimir a fost ales pentru a-i succedat fratelui său vitreg la tronul polonez. Domnia ultimului Vasas în Uniunea polono-lituaniană va fi dominată de războiul ruso-polonez (1654-1667), urmat de războiul cu Suedia ("Potopul"). Cea mai mare parte a Poloniei a fost invadată de armata suedeză în timpul Potopului fără multă luptă din cauza complicității conspiraționale a guvernatorilor polonezi și lituanieni și a nobilimii. 
În 1660 Ioan Cazimir a fost obligat să renunțe la pretenția sa asupra tronului Suediei și să recunoască suveranitatea suedeză asupra orașelor Livonia și Riga. Ioan Cazimir s-a căsătorit cu văduva fratelui său, Marie Louise Gonzaga (poloneză Maria Ludwika), care a fost un sprijin major pentru rege. Marie Louise a murit în 1667.
La 16 septembrie 1668, Ioan Cazimir a abdicat și s-a întors în Franța unde s-a alăturat iezuiților și a devenit stareț al mănăstirii Saint-Germain-des-Prés din Paris. Cu câteva săptămâni înainte de a muri s-a căsătorit morganatic cu Claudine Françoise Mignot împreună cu care a avut o fiică, Marie Catherine Vasa. A murit în 1672 la vârsta de 63 de ani.